# The Australian Sociological Association
The Australian Sociological Association (TASA) és una organització de sociòlegs de tota Austràlia. TASA es va fundar el 1963 com a Sociological Association of Australia and New Zealand (SAANZ). El 1988, amb la branca de Nova Zelanda dividida en la Sociological Association of Aotearoa (Nova Zelanda), l'associació va canviar el seu nom a TASA.
TASA celebra una conferència anual i publica des del 1965 el Journal of Sociology, la revista principal per a la recerca sociològica australiana.
El nombre de membres de TASA era d'uns 400 a principis de la dècada del 1990. El 2022, el nombre de membres és proper als 740.